# 和珥深目
和珥深目（わに の ふかめ、生没年不明）は、古墳時代の豪族。姓は臣。深目臣とも表記され、春日和珥深目という複姓も見られる（後述）。

## 概要
父は『古事記』に見える丸邇之佐都紀（米餅搗大臣命の子）で、妹の袁杼比売は同書雄略天皇記で、雄略天皇との応答歌の記事が見える。娘の童女君はもと采女で、雄略天皇と一夜を共にして女子を孕んだが、天皇はそれを疑って養育しなかった。その後、目大連の勧めによって女子（春日大娘皇女）を皇女とし、童女君を妃とした。